# ピンポーン!玲奈ちゃんねる
『ピンポーン!玲奈ちゃんねる』（ピンポーンれなちゃんねる）は、2013年11月9日から2014年4月27日まで
および2016年1月6日に放送された世界卓球情報バラエティ番組。

## 内容
2014年4月28日から開催された世界卓球東京大会に向けて卓球に関する情報を発信する番組。
世界卓球公式フェイスブックとの連動企画、美人時計とのコラボ企画なども展開していた。
2016年1月6日、「一夜限りの復活SP」として放送された。

## 出演者
- 秋元玲奈
- 鷲見玲奈
- 卓球特命大使（非公認）:伊達みきお
- 二代目卓球特命大使:鈴木拓

## スタッフ
- 構成:太田光洋
- 音効:樋口謙
- 衣装:興津靖江
- 編集:土屋初枝
- MA:岡田晋一
- ENG:小原正則
- 美術:岡野真由子
- TK:竹内朋子
- TD:小谷文人
- ディレクター:中西良太、池田徳三郎、渡部拓
- チーフD:内山幸仁
- 演出:清水宏幸
- プロデューサー:遠藤正紀
- 製作著作:TVTOKYO7